# Fuhse
Fuhse – rzeka w Dolnej Saksonii o długości 98 km, lewy dopływ rzeki Aller. 
Źródło znajduje się na zachodnim zboczu grzbietu Oderwald, pogórzu Harzu. Fuhse płynie przez Salzgitter, następnie skręca na północ i przepływa przez Peine, Dollbergen i Uetze, aż do Celle. W Celle wpływa do Aller. Najważniejszy dopływ to Erse, który wpływa do Fuhse w Uetze.